# Cinclidotus bistratosus
Cinclidotus bistratosus là một loài rêu trong họ Cinclidotaceae. Loài này được Kurschner & Lübenau-Nestle mô tả khoa học đầu tiên năm 2000.